# Cai von Ahlefeldt
Cai von Ahlefeldt (* 27. Juni 1591; † 6. September 1670) war ein Diplomat und General.

## Leben
Cai von Ahlefeldt war der Sohn des Adligen Gutsherren Benedikt von Ahlefeldt (1546–1606) auf Lehmkuhlen und dessen Frau Ollegaard (1565–1619) geb. von Rantzau.
Cai von Ahlefeldt erwarb großen Besitz, die Adligen Güter Kollmar und Mehlbek bei Glückstadt und Kampen im Kreis Segeberg. 1626 erwarb er die Güter Bülk, Knoop und Seekamp im Dänischen Wohld; 1632 verkaufte er alle drei Güter an König Christian IV. für den Bau der Festung Friedrichsort und zu deren Versorgung. Ferner erwarb er die Güter Eschelsmark, Ornum und Saxtorf an der Schlei.
Seine erste Frau war Margarethe (1605–1647) geb. von Rantzau, die er 1619 heiratete. Aus dieser Ehe entstammte Burchard von Ahlefeldt (1634–1695). 1648 heiratete er seine zweite Frau Sophie (1620–1697), ebenfalls eine geborene von Rantzau. Aus dieser Ehe entstammte Margarethe Ollegard von Ahlefeldt (1650–1706).
Cai von Ahlefeldt stand in hohem Ansehen beim König Christian IV. von Dänemark und Norwegen, der ihn mit zahlreichen diplomatischen Missionen betraute. Am 4. Oktober 1634 erhielt er auf Christiansborg von ihm den Elefanten-Orden. Von Ahlefeldt war General und Kriegskommissar, Träger des Dannebrog-Ordens, Archidiakon und Thesaurarius des Bistums Schleswig und spielte eine große Rolle im öffentlichen Leben.